# Myrmecocystus mimicus
Myrmecocystus mimicus är en myrart som beskrevs av Wheeler 1908. Myrmecocystus mimicus ingår i släktet Myrmecocystus och familjen myror. Inga underarter finns listade i Catalogue of Life.

## Bildgalleri

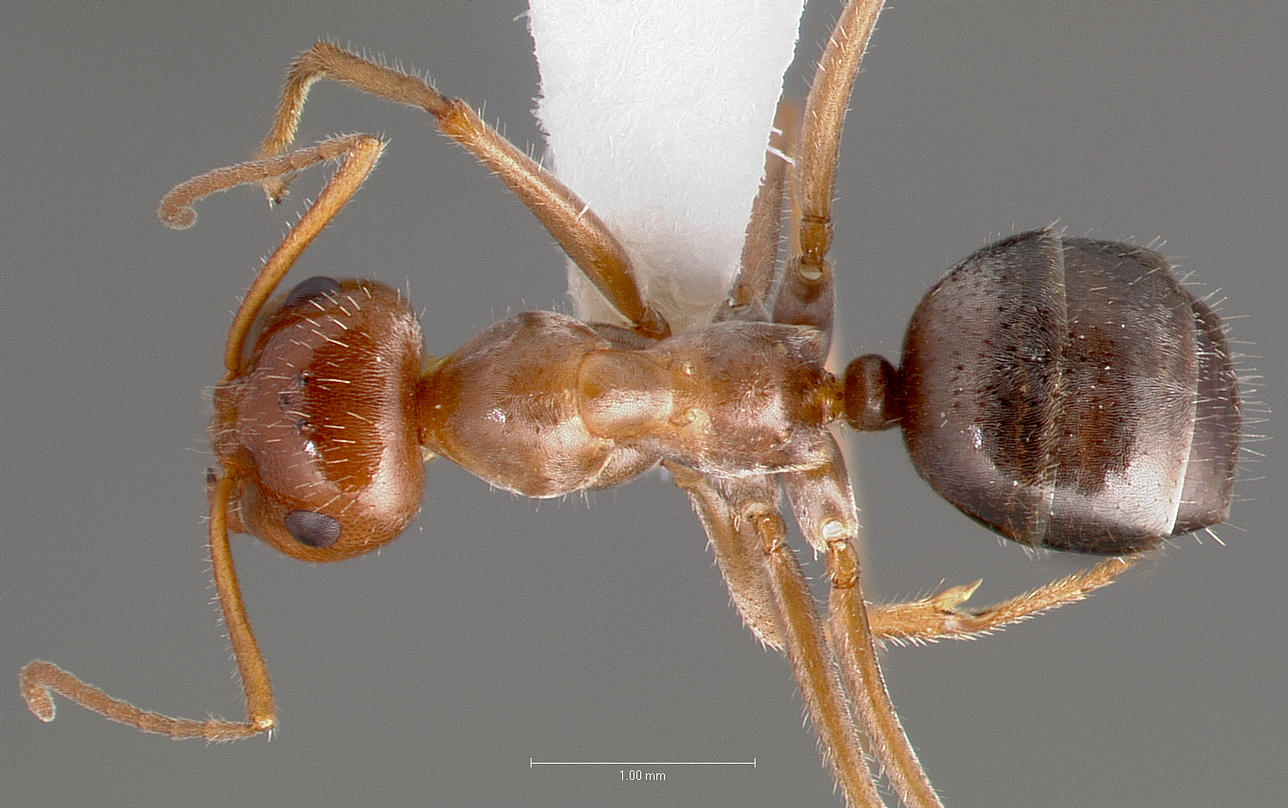
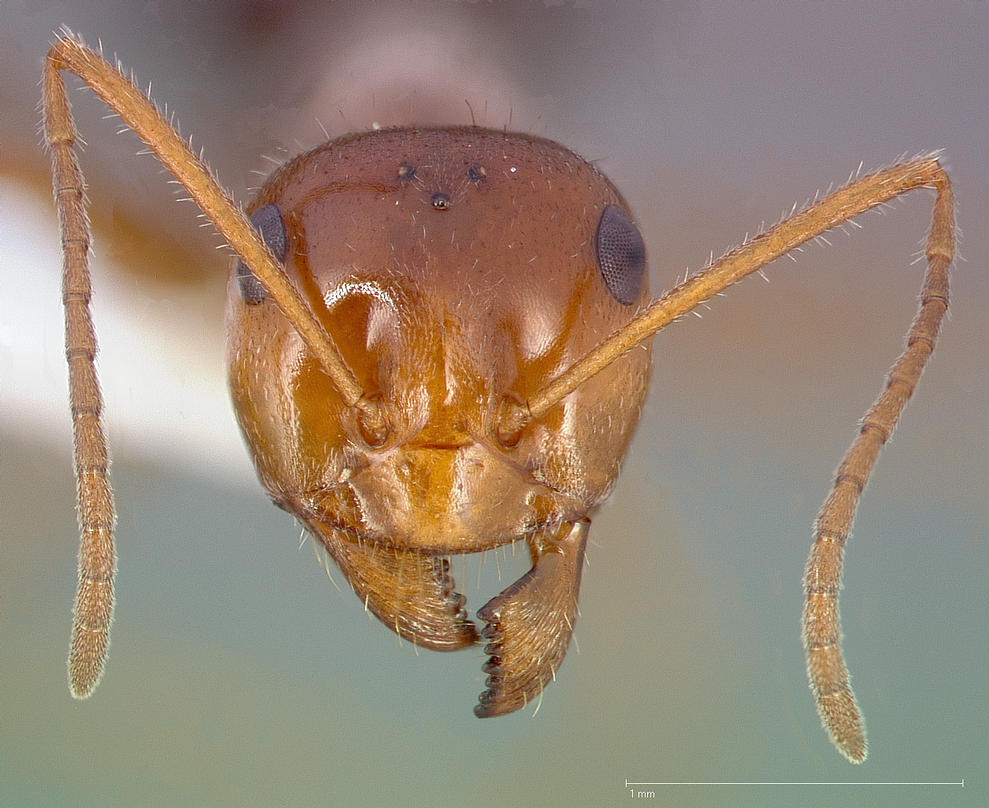
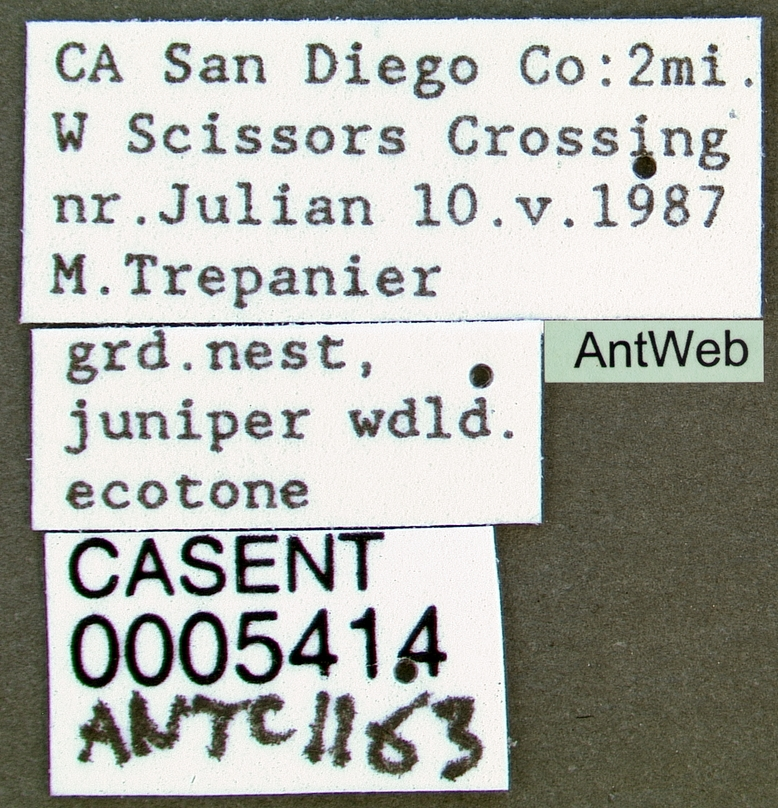
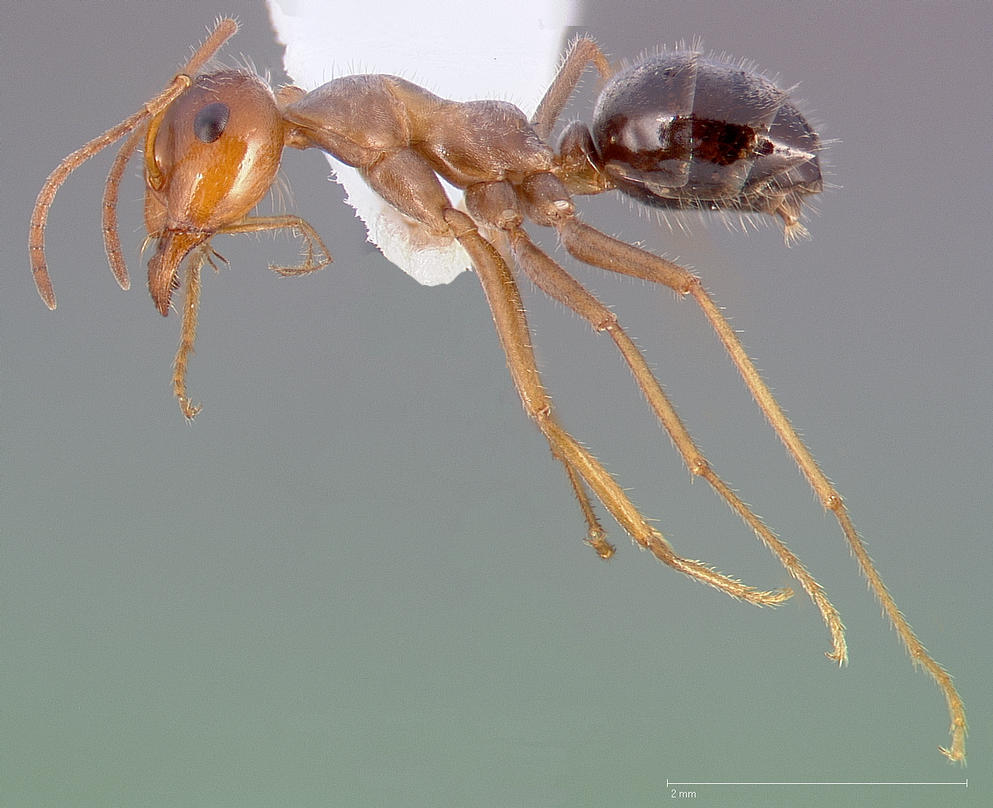
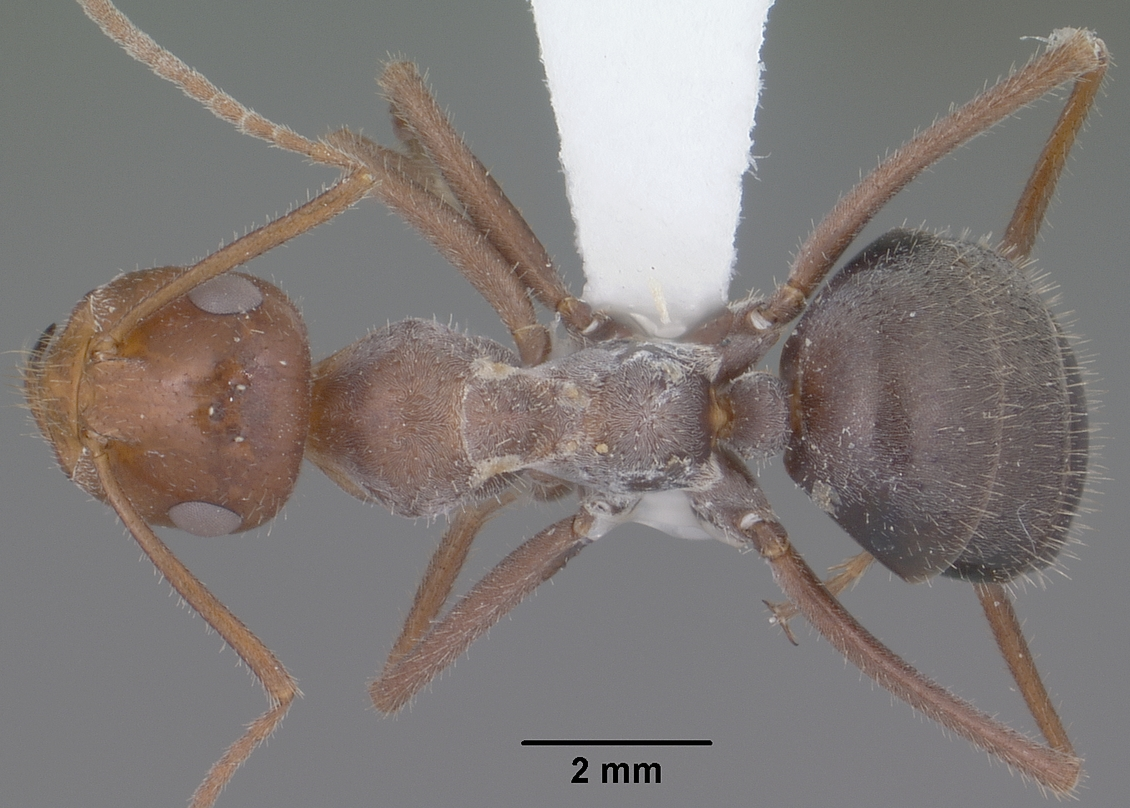
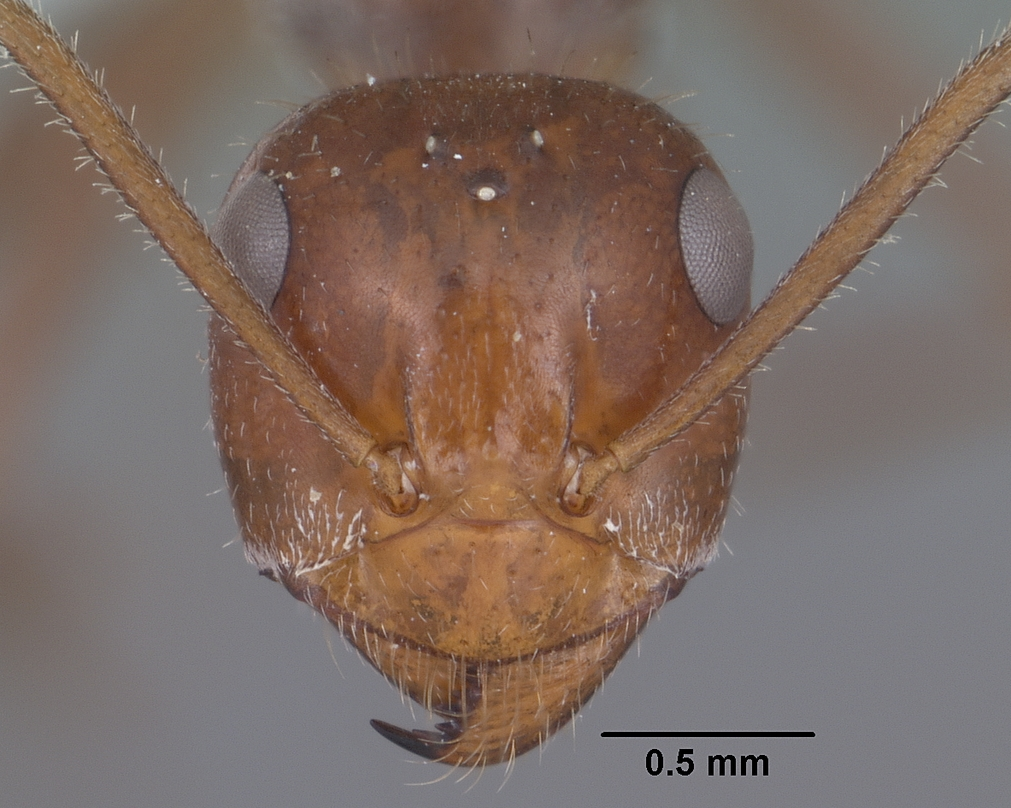